# Stanowisko (Stanisławice)
Stanowisko – część wsi Stanisławice (do 31 grudnia 2002 leśniczówka) w Polsce, położona w województwie mazowieckim, w powiecie kozienickim, w gminie Kozienice.